# Pokatéievo
Pokatéievo (en rus: Покатеево) és un poble del krai de Krasnoiarsk, a Rússia, segons el cens del 2010 tenia 533 habitants. Pertany al districte municipal d'Àban.